# Iqony Renewables
Iqony Renewables GmbH (ehemals Iqony Sustainable Energy Solutions GmbH) ist ein international tätiges Unternehmen im Bereich der erneuerbaren Energien mit Hauptsitz in Essen, Nordrhein-Westfalen. Das Unternehmen ist ein unabhängiger Stromerzeuger (Independent Power Producer, IPP) und spezialisiert auf die Entwicklung, den Bau, die Wartung und den Betrieb von eigenen Solar- und Windkraftanlagen in Europa.

## Geschichte
1983 wurde die a & f Stahl- und Maschinenbaufabrik GmbH in Würzburg gegründet. Ursprünglich im Bereich Stahl- und Maschinenbau tätig, richtete das Unternehmen in den frühen 2000er Jahren seinen Fokus zunehmend auf erneuerbare Energien. 2007 erfolgte die Umbenennung in a+f GmbH., begleitet von einer Erweiterung des Portfolios um Technologien wie Solartracker und Komponenten für Windkraftanlagen. Im Jahr 2010 erzielte das Segment Energy Solutions einen Umsatz von 239,5 Millionen Euro.
Zwischen 2010 und 2015 wurde die a+f GmbH Teil des Gildemeister-Konzerns (später DMG Mori AG) und trieb die Entwicklung nachhaltiger Technologien voran. Hierzu gehörte die Markteinführung des Solartrackers SunCarrier und des Batteriespeichers cellcube,. Innerhalb des Konzerns wurde ein eigenständiger Bereich Energy Solutions geschaffen.
2015 erfolgte die Umbenennung in Gildemeister energy solutions GmbH, die eine Spezialisierung auf regenerative Energielösungen mit sich brachte. Durch die steigende Nachfrage nach nachhaltigen Energieprojekten konnte das Unternehmen sein Geschäft international ausweiten. Gleichzeitig wurden Investitionen in Forschung und Entwicklung getätigt.
2019 wurde das Unternehmen von der Essener STEAG GmbH (heute: Steag Iqony Group) übernommen und lief unter dem neuen Namen STEAG Solar Energy Solutions GmbH (SENS) im Bereich großflächiger Solarprojekte weiter, wobei auch Partnerschaften mit Kommunen und privaten Investoren eine Rolle spielten.
Eine weitere Umbenennung folgte im Juni 2024, als das Unternehmen unter dem Namen Iqony Sustainable Energy Solutions GmbH firmierte. Dabei wurden die beiden Geschäftsbereiche Wind und Photovoltaik in einer Einheit zusammengeführt, wodurch das Thema Erneuerbare Energien in einem Bereich gebündelt wurde.
Seit 2025 tritt das Unternehmen als Iqony Renewables GmbH auf. Der Schwerpunkt liegt auf Entwicklung, Bau und Betrieb eigener Energieanlagen in den Bereichen Wind und Photovoltaik. Gleichzeitig zog sich das Unternehmen aus dem EPC- und O&M-Geschäft zurück.

## Geschäftsfelder
In der Vergangenheit war Iqony Renewables GmbH als EPC- und O&M-Dienstleister tätig. Heute ist das Unternehmen ausschließlich im Bereich Entwicklung, Bau und Betrieb eigener Energieanlagen in den Bereichen Wind und Photovoltaik tätig.
Der Geschäftsbereich „Energy Efficiency“ umfasst Angebote im Bereich Energieeffizienz, betreut durch das Tochterunternehmen Optenda GmbH (ehemals Gildemeister energy efficiency). Neben Energieberatungsleistungen wurde dort eine eigene Energiemanagement-Software entwickelt, der „Energy Monitor“.

## Standorte
Der Hauptsitz der Iqony Renewables GmbH befindet sich in Essen, Nordrhein-Westfalen. Neben Niederlassungen in Deutschland, Italien, Frankreich und Großbritannien unterhält das Unternehmen ein Netzwerk von Projekt- und Partnerstandorten.

## Auszeichnungen
- 2012: Intersolar Award für das Energiekonzept des Bürogebäudes von SunCarrier Omega Private Limited als eines der ersten Nullenergiegebäude in Indien (Bhopal)[10]
- 2018: Business Excellence Award der British Chamber of Commerce in Italien für die Internationalisierungs-Strategie[11]
- 2019: Top Job Award, Auszeichnung als Top-Arbeitgeber im Mittelstand[12]